# 宮澤隆義
宮澤 隆義（みやざわ たかよし, 1978年1月 - ）は、文芸評論家。日本大学法学部准教授。文学博士

## 来歴
1978年1月東京都生まれ。早稲田大学政治経済学部経済学科卒業、早稲田大学大学院文学研究科博士後期課程満期退学、早稲田大学より博士（文学）の学位を取得。
第六十回群像新人文学賞評論部門新たな『「方法序説」へ――大江健三郎をめぐって』で優秀賞。

## 著作
- 坂口安吾の未来 危機の時代と文学 (新曜社)